# Podatek od sprzedaży detalicznej
Podatek od sprzedaży detalicznej (potocznie: podatek od marketów) – podatek od nadwyżki przychodów ze sprzedaży detalicznej ponad kwotę 17 milionów złotych miesięcznie, wprowadzony w Polsce 1 września 2016 z inicjatywy rządu Beaty Szydło, wszedł w życie 1 stycznia 2021. Podstawę prawną wprowadzenia podatku stanowi ustawa z dnia 6 lipca 2016 r. o podatku od sprzedaży detalicznej.
Projekt ustawy został przygotowany w lutym 2016 przez ministra finansów Pawła Szałamachę i po przejściu procedur wpłynął do Sejmu 15 czerwca 2016. Głosowanie nad projektem odbyło się 6 lipca 2016 (234 głosy za, 207 przeciw i 2 wstrzymujące się). Senat nie wniósł poprawek, a prezydent RP Andrzej Duda podpisał ustawę 30 lipca 2016.
Danina opodatkowuje przychód ze sprzedaży detalicznej na rzecz konsumenta finalnego, a zatem na rzecz osób nieprowadzących działalności gospodarczej lub rolników objętych ryczałtem. Zgodnie z ustawą przychód ze sprzedaży detalicznej nie obejmuje należnego VAT-u. 

## Cel wprowadzenia podatku
Według przedstawicieli Prawa i Sprawiedliwości celem ustawy jest: „zbliżenie zasad funkcjonowania małych osiedlowych sklepów i dużych sieci handlowych. Istniejące dotąd dysproporcje w podatkach powodowały bowiem, że rodzinne sklepiki znikały z rynku, a wielkie sieci handlowe się rozrastały”. Z kolei według posłanki Izabeli Leszczyny z Platformy Obywatelskiej głównym celem ustawy jest szukanie nowych wpływów budżetowych przez rząd Beaty Szydło.

## Stawki
Stawki podatku wynoszą:
- 0,8% podstawy podatku – w części, w jakiej podstawa podatku nie przekracza 170 mln zł
- 1,4% nadwyżki podstawy podatku ponad 170 000 000 zł – w części, w jakiej podstawa podatku przekracza 170 mln zł.

Przychód wolny od podatku wynosi w skali roku 204 mln zł (12 miesięcy × 17 mln zł). Według pierwotnych planów rządowych wpływy budżetowe z tego podatku miały wynieść 383 mln zł netto do końca 2016 oraz 1,9 mld zł brutto w 2017. W 2016 r. wpływy budżetowe wyniosły 0 zł z uwagi na wprowadzenie zaniechania poboru podatku mocą rozporządzenia zgodnie z art. 22 Ordynacji podatkowej.
Wzór deklaracji podatkowej został określony w rozporządzeniu ministra finansów, funduszy i polityki regionalnej z 18 grudnia 2020. Deklaracji nie składają sprzedawcy, których miesięczny przychód ze sprzedaży detalicznej nie przekracza  17 mln zł. Pozostali sprzedawcy detaliczni muszą co miesiąc, w terminie do 25. dnia miesiąca następującego po miesiącu, którego podatek dotyczy, składać deklaracje oraz obliczać i wpłacać podatek. Pomimo wprowadzenia zaniechania poboru podatku w 2016 r. Ministerstwo Finansów poinformowało, że zwolnienie nie dotyczy obowiązku składania deklaracji podatkowej.

## Podmioty nieobjęte podatkiem
Z podatku zwolnione są podmioty, których przychody ze sprzedaży detalicznej nie przekraczają kwoty 17 mln zł miesięcznie.
Ponadto podatek nie obejmuje sprzedaży, m.in.:
- internetowej[1],
- sieciowej: energii elektrycznej, wody, ciepła oraz gazu ziemnego[12],
- olejów napędowych przeznaczonych do celów opałowych oraz olejów opałowych[12],
- refundowanych przez państwo leków, środków spożywczych specjalnego przeznaczenia żywieniowego oraz wyrobów medycznych[12].

Podatek naliczany jest od obrotu przedsiębiorcy działającego pod konkretnym numerem NIP. Tym samym jedną z możliwości jego uniknięcia jest wprowadzenie struktury biznesowej opartej o oddzielne spółki (jak np. holding Media-Saturn (Media Markt i Saturn), których sklepy wielkopowierzchniowe funkcjonują jako odrębne spółki). 